# قسم هشيوار الريفي (مقاطعة داراب)
قسم هشیوار الريفي (بالفارسية: دهستان هشیوار) هي منطقة سكنية تقع في إيران في قسم. يقدر عدد سكانها بـ 13,827 نسمة .